# 田奈駅
田奈駅（たなえき）は、神奈川県横浜市青葉区田奈町にある、東急電鉄田園都市線の駅である。駅番号はDT21。

## 駅構造
相対式ホーム2面2線を有する高架駅。改札口とホーム間を連絡するエレベーターがある。トイレは1F改札口内にある。多機能トイレは男女各一般トイレ内に設置されている。

### のりば
| 番線 | 路線       | 方向 | 行先                                     |
| ---- | ---------- | ---- | ---------------------------------------- |
| 1    | 田園都市線 | 下り | 長津田・中央林間方面                     |
| 2    | 田園都市線 | 上り | 渋谷・押上〈スカイツリー前〉・春日部方面 |

## 利用状況
2024年度（令和6年度）の1日平均乗降人員は9,505人である。
- 田園都市線で最も乗降人員が少ない駅であり、隣駅の青葉台・長津田が急行・準急の停車駅となっていることも理由として挙げられている。日中・早朝深夜時間帯においては、ホームの人も非常にまばらである。

近年の1日平均乗降・乗車人員の推移は以下の通り。
| 年度               | 1日平均 乗降人員 | 1日平均 乗車人員 | 出典                |
| ------------------ | ---------------- | ---------------- | ------------------- |
| 1980年（昭和55年） |                  | 3,219            |                     |
| 1981年（昭和56年） |                  | 3,356            |                     |
| 1982年（昭和57年） |                  | 3,260            |                     |
| 1983年（昭和58年） |                  | 3,246            |                     |
| 1984年（昭和59年） |                  | 3,288            |                     |
| 1985年（昭和60年） |                  | 3,562            |                     |
| 1986年（昭和61年） |                  | 3,866            |                     |
| 1987年（昭和62年） |                  | 4,019            |                     |
| 1988年（昭和63年） |                  | 4,227            |                     |
| 1989年（平成元年） |                  | 4,433            |                     |
| 1990年（平成02年） |                  | 4,647            |                     |
| 1991年（平成03年） |                  | 4,730            |                     |
| 1992年（平成04年） |                  | 4,614            |                     |
| 1993年（平成05年） |                  | 4,654            |                     |
| 1994年（平成06年） |                  | 4,576            |                     |
| 1995年（平成07年） |                  | 4,538            | [ 神奈川県統計 1 ]  |
| 1996年（平成08年） |                  | 4,521            |                     |
| 1997年（平成09年） |                  | 4,559            |                     |
| 1998年（平成10年） |                  | 4,893            | [ 神奈川県統計 2 ]  |
| 1999年（平成11年） |                  | 5,088            | [ 神奈川県統計 3 ]  |
| 2000年（平成12年） |                  | 4,948            | [ 神奈川県統計 3 ]  |
| 2001年（平成13年） |                  | 4,937            | [ 神奈川県統計 4 ]  |
| 2002年（平成14年） | 10,855           | 5,105            | [ 神奈川県統計 5 ]  |
| 2003年（平成15年） | 10,927           | 5,213            | [ 神奈川県統計 6 ]  |
| 2004年（平成16年） | 10,255           | 5,297            | [ 神奈川県統計 7 ]  |
| 2005年（平成17年） | 10,533           | 5,433            | [ 神奈川県統計 8 ]  |
| 2006年（平成18年） | 10,901           | 5,608            | [ 神奈川県統計 9 ]  |
| 2007年（平成19年） | 11,176           | 5,770            | [ 神奈川県統計 10 ] |
| 2008年（平成20年） | 10,912           | 5,630            | [ 神奈川県統計 11 ] |
| 2009年（平成21年） | 10,852           | 5,552            | [ 神奈川県統計 12 ] |
| 2010年（平成22年） | 10,951           | 5,604            | [ 神奈川県統計 13 ] |
| 2011年（平成23年） | 11,066           | 5,657            | [ 神奈川県統計 14 ] |
| 2012年（平成24年） | 11,257           | 5,746            | [ 神奈川県統計 15 ] |
| 2013年（平成25年） | 11,405           | 5,820            | [ 神奈川県統計 16 ] |
| 2014年（平成26年） | 11,370           | 5,789            | [ 神奈川県統計 17 ] |
| 2015年（平成27年） | 11,310           | 5,762            | [ 神奈川県統計 18 ] |
| 2016年（平成28年） | 11,386           | 5,802            | [ 神奈川県統計 19 ] |
| 2017年（平成29年） | 11,338           | 5,781            | [ 神奈川県統計 20 ] |
| 2018年（平成30年） | 11,241           | 5,729            | [ 神奈川県統計 21 ] |
| 2019年（令和元年） | 11,038           | 5,628            |                     |
| 2020年（令和02年） | 7,982            |                  |                     |
| 2021年（令和03年） | 8,414            |                  |                     |
| 2022年（令和04年） | 8,838            |                  |                     |
| 2023年（令和05年） | 9,167            |                  |                     |
| 2024年（令和06年） | 9,505            |                  |                     |

## 駅周辺
神奈川県道・東京都道140号川崎町田線と直角に交わった所にある駅で、線路の高架下が駅出入口という小ぢんまりした駅前である。駅周辺には、田園地帯が多く広がっているためいかにも田園都市と言われる形成が整っている。
最も、上記の道路は駅の直ぐ南で国道246号と交差し、さらにその先では東名高速道路横浜青葉ICに近く、逆方向では津久井道などへ繋がっているため、駅前の交通量は多い。
- 青葉区民交流センター (田奈ステーション)
  - 横浜市青葉国際交流ラウンジ
  - 2015年（平成27年）12月18日までは、2階に多摩田園都市の歴史を紹介した施設「東急多摩田園都市まちづくり館」が入っていた[3]。なお、同施設に保管・展示してあった一部の農作業道具などは2017年（平成29年）に近隣の横浜市立田奈小学校に開設された「みのたな博物館」に保管・展示されている[4]。
- 田奈変電所
- 東急ストア 田奈店
- 田奈駅前郵便局
- 真言宗萬福寺
- 神鳥前川神社
- 横浜市立田奈小学校
- 横浜市立田奈中学校
- 田園都市幼稚園
- フードワン 田奈店
- JA横浜 田奈支店（旧・JA田奈本所）

### バス路線
高架下にバス停があり、横浜市営バス・東急バスにより下記の路線が運行されている。
- 横浜市営バス
  - <177> 奈良北団地折返場行（こどもの国入口経由）
  - <177> 十日市場駅行（稲荷前経由）
- 東急バス
  - <出入庫> 恩田駅行 ※終日1本のみ

## 駅名の由来
1960年（昭和35年）に免許された際の仮称駅名は「恩田駅」であった。これは当時の地名を採ったものであるが、1965年（昭和40年）9月の常務会で「田奈駅」と正式決定した。東急側の説明では駅設置予定地のかつての自治体名を取ったとするが、隣駅の青葉台駅も当時は恩田町であったため別名にしたと考えられている。なお現在では東急こどもの国線に恩田駅がある。
なお1971年（昭和46年）、駅所在地周辺に田奈町が設置された。「田奈」の由来は田奈の項を参照のこと。

## 事故
- 田奈変電所落雷事故：2001年（平成13年）7月25日、台風の影響で駅に隣接する田奈変電所へ落雷[5]。田奈変電所の配電盤に想定外の電流が流れ送電機器が故障したため、同変電所は使用不能となった[5]。当日は田奈変電所からの電力供給が停止したため一時田園都市線全線が不通となり、さらに8月3日までの期間は通勤ラッシュ時間帯に必要な電力を供給出来ないため田園都市線は同時間帯に70%の本数でしか運行出来ず、急行運行も中止した[5]。

## 隣の駅
東急電鉄
 田園都市線
■急行・■準急
通過
■各駅停車
青葉台駅 (DT20) - 田奈駅 (DT21) - 長津田駅 (DT22)